# Janez Nepomuk Šlojsnik
Janez Nepomuk Šlojsnik (tudi Schloissnigg, Johann Nepomuk, baron Freiherr von, Schloißnig(g), * 24. februar 1809 na Dunaju, † 4. februar 1883 prav tam [ÖBL]), izrazito „Slovencem naklonjen“ državni uradnik, politik, med drugim Cesarski namestnik na Koroškem v funkciji deželnega glavarja, deželni predsednik Kranjske, pripadnik slovenske stranke v kranjskem deželnem zboru.

## Rodovnik
Rodbina Šlojsnikovih je izvirala iz Notranje Avstrije ter je imela veje na Dunaju, Spodnji Avstriji, Tirolskem in na Madžarskem. Wurzbachova oznaka o notranjeavstrijskem poreklu Šlojsnikovih je precej nenatančna, saj ta izraz zajema več kronovin s deloma slovensko govorečim prebivalstvom; poleg tega pojem ne omogoča etnične identifikacije, kar je svekakor lahko razumljivo.  Rodbina je imela posesti v Notranji Avstriji in obsežno zemljiško posest na Madžarskem.
Njegov prednik in praded po očetovi strani, Gregor(ius), je bil dvorni vojni svetovalec pod cesarjem Karlom VI.. 13. aprila 1733 se je poročil z Marijo Anno von Cremerius v cerkvi svetega Štefana na Dunaju ter umrl leta 1756. Glede na vpis v poročni matici iz cerkve svetega Štefana je bil Gregorius po rodu iz „Clagenfurt aus Cärnthen“ (iz Celovca na Koroškem, kar daje Šlojsnikovim neposredno povezavo s Koroško.
Jakob Schloissnigg, brat deda Johanna Nepomuka, je bil 9. septembra 1789 povišan v dedni viteški red, Johann Baptist Schloissnigg (* 23. november 1743, † 16. september 1804), sam dedek, pa je 26. julija 1792 prejel madžarski "Indigenat", tj, postal je član plemištva na Madžarskem, 15. maja 1793 pa je bil povišan v dedni baronski čin. Franc I. (1777-1850), stric Johanna Nepomuka po očetovi strani, je bil leta 1825 povišan v spodnjeavstrijski plemiški stan. Njegov brat in oče Johanna Nepomuka, Johann Baptist Marcus (* 25. april 1782, † 30. september 1849), se je poročil z Angiolino, rojeno Drossi Plastera (Plaster po Steeb/Sterneck) (* 25. maj 1798, † 11. Jänner 1862), ki je bila pokopana na župnijskem pokopališču v Šenttomažu pri Celovcu severovzhodno od Celovca in ima tam svoj nagrobni kamen.
Janez Nepomuk Šlojsnik je imel tri brate in sestre: Theodorja Wilhelma (* 27. marec 1817), Victorja (* 10. marec 1818, † 14. julij 1851) in Angiolino (* 13. november 1823 Dunaj, † 10. december 1883 Gries pri Bolzanu), baronico von Sterneck iz zakona. Poročena je bila s Carlom Daublebskim (po Kneschke) (Daublewsky po Wurzbach), poročeno baronico von Sterneck in Ehrenstein, in je tudi pokopana v Šenttomažu pri Celovcu. Angiolina je leta 1860 kupila posestvo gradu  Gundrska vas pri Šenttomažu. Po smrti moža Karla in ker je njen zakon ostal brez otrok, je leto pozneje prodala posestvo Gundrska vas. Na nagrobnih kamnih najdemo grb rodbine Schloissnigg/Šlojsnikovih, in sicer merjasceva glava.
Šlojsnikovo truplo, ki je umrl na Dunaju, so prenesli v Ljubljano, kjer so ga pokopali ob njegovi preminuli ženi Josefi, rojeni princesi Thurn und Taxis (vdova Karla Freiherr Wallbrunn, *1789, †21. september 1867) na zdaj opščenem pokopališču Sveti Krištof v Ljubljani-Bežigrad.

## Delovanje na Koroškem
Šlojsnik je bil v letih 1835-37 okrožni tajnik (nemško Kreissekretär) v Celovcu, v letih 1838-1840 tajnik in v letih 1841-1846 gubernijski svetnik pri ilirskem guberniju (nemško Gubernialrat beim Illyrischen Gubernium) v Ljubljani. 
Leta 1847 je Šlojsnik prišel v Celovec, leta 1849 postal tamkajšnji okrožni glavar (nemško Kreishauptmann), 8. decembra 1849 pa cesarski namestnik (nemško Statthalter) novoustanovljenega koroškega urada cesarskega namestništva z veljavnostjo od 2. januarja 1850. 
Šlojsnik je to funkcijo obdržal tudi po reorganizaciji zgoraj imenovanega deželnega organa, ki je bil z resolucijo z dne 1. julija 1853 preimenovan v deželno vlado, kar je stopilo v veljavo 29. maja 1854.
Na Koroškem se je Schloissnigg zavzemal za izboljšanje cestne in železniške infrastrukture. Tako so bile t.i. Šlojsnikove stene (nemško Schloissniggwände) blizu Šmohorja poimenovane po njemu, ker se je zavzel za širitev ceste skozi Ziljo. Zavzemal pa se je tudi za izboljšanje stanja Celovca.
Zaradi svoje funkcije je bil Schloissnigg od 8. decembra 1849 do razpustitve leta 1854 po uradni dolžnosti predsednik komisije za zemljiško odvezo (nemško Grundentlastungskommission) kakor tudi tako imenovane Komisije za deželno organizacijo (nemško Landesorganisierungskommission) . Njena naloga je bila praktično izvajanje reforme sodstva in uprave, ki jo je predvidela oktroirana marčna ustava iz leta 1849, zemljiška reforma ter nato Silvestrski patent iz leta 1851.
Poleg "upravnih" vidikov je imela organizacijska delitev kronovin po besedah Rumplerja "seveda tudi resno nacionalno politično komponento". (Delitev na okrožja bi lahko po njegovem mnenju "služila tudi za zaščito nenemške manjšine v pretežno nemški kronski deželi").
Vendar je Šlojsnik po navedbah Rumplerja leta 1852 ocenil, da je razdelitev dežele Koroške v (etnično opredeljena) okrožja (nemško Kreiseinteilung) nepotrebna. 
Na to, da Šlojsnikova motivacija pri tem ni bila nujno etnopolitična, kaže zlasti dejstvo, da je Šlojsnik revidiral enojezični nemški krajevni imenik Koroške, ki je bil pripravljen že v skladu z začasnim zakonom z dne 17. marca 1849.  Namesto tega je izdal dvojezični dekret o deželni razdelitvi z dne 23. decembra 1849, objavljen v dvojezičnem Koroškem deželnem zakoniku in vladnem uradnem listu z dne 16. marca 1850.   S tem je hkrati potrjena konstitutivnost obeh narodov v deželi kot pravna kategorije.

## Delovanje v duhu 3. člena koroške deželne ustave iz leta 1849
Člen 3 koroške deželne ustave z dne 30. decembra 1949 v razdelku 1 „O deželi“ določa: „Naroda, ki živita v deželi, sta enakopravna in imata nedotakljivo pravico ohranjati in gojiti svojo narodnost in jezik.“
Za Šloisnikovo delovanje ves čas bivanja na Koroškem so značilna prizadevanja za slovenski jezik in slovenske ustanove (Mohorjevo), ki jih je izkazoval kot najvišji predstavnik dežele - cesarjev namestnik v funkciji deželnega glavarja.
- Koroška deželna ustava, 1849/1850, str. 1.
- Koroška deželna ustava, 1849/1850, str. 2.
- Dvojezični koroški deželni zakonik, 1854.
- Dvojezični krajevni imenik celotne Koroške, 1860.

Z njegovim službovanjem je povezano dvojezično nemško-slovensko izdajanje deželnega zakonika (Landesgesetzblatt) med letoma 1850 in 1859.   Šlojsnik je svoja slovenska pravna besedila podpisoval tudi v slovenskem pravopisu Šlojsnik.
Nadaljnji dvojezični krajevni imeniki, ki so bili objavljeni v koroških deželnih zakonikih, so izhajala tudi po formalni odpravi marčne ustave (odlok o teritorialni ureditvi dežele z dne 3. oktobra 1854 / Landeseinteilungs-Erlass vom 3. Oktober 1854).)
Šlojsnik je tudi izdajatelj dvojezične zbirke obrazcev z datumom 24. december 1850 za nove občine, ustanovljene na podlagi zakona o občinah z dne 17. marca 1849 (podpisano Der Statthalter von Kärnten : Schloißnigg/Deželni poglavar na Koroškem : Šlojsnik). 
Leta 1852 je Schloissnigg postal predsednik začasnega parlamentarnega odbora (nemško provisorischer Landtagsausschuss) in stanovskega odbora (nemško ständische Verordnetenstelle). 
Šlojsnik se je zaradi dobrega znanja slovenščine zavzemal za kakovostne prevode pravnih besedil in posredoval pri uredništvu državnega zakonika, na primer zaradi pomanjkljivosti pri prevodu začasnega občinskega zakona. Zaradi povsem razumljivega nelagodja zaradi takrat novo nastale in neobičajne slovenske terminologije in pravnega jezika, ki sta ga leta 1849 oziroma 1851 izrazila deželna poslanca Johann Millonig in Andrej Einspieler, je cesarski namestnik Šlojsnik opravil uradno poizvedbo in prišel do enakih sociolingvističnih zaključkov, ki jih je tudi že bil izrazil dekan Kaple ob Dravi Johann Rabitsch. Šlojsnik je prišel do zaključka : 
To okoliščino je mogoče odpraviti le z nenehnim prizadevanjem za širjenje splošne izobrazbe, vendar bo objava zakonov v narečju verjetno težko in komaj uspešno sredstvo za obveščanje v vseh jezikih (izvirno nemško: Diesem Umstande kann nur durch das rastlose Bestreben eine allgemeine Bildung zu verbreiten, abgeholfen werden, die Auflage der Gesetze im Volksdialekte aber dürfte in allen Sprachen ein schwieriges und kaum erfolgreiches Auskunftsmittel seyn.
Obsežni dvojezični krajevni imenik Koroške iz leta 1860, ki je zadnje v vrsti uradnih dvojezičnih krajevnih imenikov, ki so bila povsem dvojezična za vso deželo, je verjetno prav tako treba pripisati Šlojsnikovi uradni dejavnosti.
Apih ugotavlja, da je Šlojsnik pogosto naletel na odpor nemško usmerjene državne uprave in politične elite.   Ko je bila Koroška konec leta 1860 kljub njegovim protestom upravno podrejena guberniju v Gradcu, je Šlojsnik odstopil.

## Konec Šlojsnikove funkcije na Koroškem
Konec leta 1860 je bila Koroška upravno podrejena guberniju v Gradcu, čeprav je bila neodvisnost in nedeljivost kronske dežele Koroške politična mantra dežele že od leta 1848.
Kot piše I. M. Binder o koroškem deželnem zboru leta 1848: "Jasnih večin je bilo redko. Široko soglasje je obstajalo le pri vprašanju ustanovitve Koroške kot samostojne kronovine. Prvi razlog, da je deželni zbor 17. avgusta 1848 razpravljal o možnosti delitve dežele, so bile razprave v Državnem zboru o ukinitvi obstoječih dežel in razdelitvi upravnih območij po nacionalnih merilih. Na eni strani je bil predlog državnozborskega poslanca Dr. Ludwiga von Löhnerja, da je treba obstoječe deželne meje ukiniti, na drugi strani pa podobne zamisli na slovanski strani, ki bi lahko prizadele tudi Koroško. Poslanec Franz Ritter von Jacomini je 17. avgusta v parlamentu obsodil oba predloga, saj je prvi Koroško degradiral na departma, drugi pa je pomenil delitev kronske dežele. Poudaril je enotnost Nemcev in Slovanov na Koroškem. Predlog je bil v parlamentu sprejet soglasno. Deželna ustava z dne 31. avgusta 1848 se je zavzemala za nedeljivost vojvodine Koroške.    11. marca 1849 je dunajska vlada Koroško ločila od Ilirskega gubernija v Ljubljani, ki mu je bilo od leta 1814 začasno podrejeno okrožje Beljak, od leta 1825 pa okrožje Celovec. Koroška je ponovno pridobila upravno neodvisnost. 
Ko je bila konec leta 1860 kljub Schloissniggovim protestom sprejeta odločitev o upravni podrejenosti Koroške graškemu guberniju, je Schloissnigg odstopil. Hkrati se je Koroška tako rekoč znebila "problema Slovencem naklonjenega deželnega glavarja Šlojsnika" - in to je eden od poskusov razlage - tako, da se je odpovedala osrednji politični mantri dežele, ki je več kot 150 let določala politični diskurz v deželi, namreč neodvisnosti in nedeljivosti dežele Koroške. To se na Koroškem ni ponovilo več kot 150 let, da bi "Slovencem prijazen" deželni glavar nemoteno opravljal svojo funkcijo (Hans Sima je moral po ostrih protestih leta 1974 odstopiti).

## Delovanje na Kranjskem
Zapisnik ministrskega sveta št. 264 z dne 1. oktobra 1862 vsebuje oceno Antona von Schmerlinga (1805-1893) - avtor februarske ustave in po njem imenovanega februarskega patenta iz leta 1861 - o Šlojsniku, ki je bi bil predviden za deželnega predsednika Kranjske:
Od Ulepičeve smrti je [državni minister Schmerling] iskal primernega naslednika za mesto deželnega glavarja na Kranjskem, vendar med domačini ali med razpoložljivimi višjimi uradniki ni našel nikogar, ki bi bil zaradi svoje izjemne uspešnosti, porekla in jezikovnega znanja najprimernejši za to mesto. Ker vojvodina Kranjska ni bila tako velika dežela in slovensko gibanje ni bilo tako pomembno, prav tako pa ni imelo nobene utemeljitve, je nameraval za ta položaj predlagati razpoložljivega cesarskega namestnika barona Šlojsnika. Čeprav slednji ni bil posebno sposoben in ne preveč energičen, bi mu koristilo dejstvo, da je bil pred tem gubernijski svetnik v Ljubljani in je zato že poznal tamkajšnje razmere, in ker so bile razmere v Celovcu, kjer je bil nazadnje cesarski namestnik, precej podobne tistim v Ljubljani, je bilo mogoče upravičeno pričakovati, da bo dodeljeno mesto opravljal v zadovoljstvo. Prav tako je znal izvajati ustrezne reprezentativne naloge, njegovo imenovanje za glavarja dežele Kranjske pa bi prihranilo pokojnino v višini 6.000 fl.". Proti temu načrtu državnega ministra ni bilo pripomb. V zapisu je tudi navedeno: Z najvišjim odlokom z dne 10. oktobra 1862 je cesar odobril Schmerlingov predlog, HHStA, Kab. Kanzlei, KZ 3022/1862, objavljen v Wiener, dne 16. 10. 1862 (M).
Od 17. oktobra 1862 do 12. novembra 1865 je "deloval z nazivom in značajem cesarskega namestnika" (nemško: Statthalter) kot predsednik dežele Kranjske. Zaradi nemškega pritiska je bil od te funkcije odstavljen po padcu Belcredijeve vlade.
28. junija 1864 je Šlojsnik sledil Mihaelu Ambrožu na poslanskem mestu kot zastopnik kurije mest in trgov (Postojna, Vrhnika, Lož) v Kranjskem deželnem zboru. 30. januarja 1867 pa je bil ponovno izvoljen. Vasilij Melik trdi: „V mestni skupini Postojna – Vrhnika – Lož je bil leta 1865 (sic!) izvoljen deželni predsednik baron Schloissnigg (sic!), ki se je pozneje sicer pridružil slovenski stranki, a ji ob času izvolitve nedvomno ni pripadal […].
Na zasedanju Kransjkega deželnega zbora 23. novembra 1865 je nasprotoval centralističnim, predvsem pa nemško usmerjenim prizadevanjem grofa Antona von Auersperga. 12. februarja 1866 je kot predsednik pristojnega odbora zahteval uvedbo slovenskega (maternega) jezika v osnovnih in srednjih šolah. Njegova kritika volilnega postopka za Državni zbor (nemško: Reichsrat), ki jo je oblikoval kot vodja drugega pristojnega odbora in jo predložil deželnemu zboru, je 1. marca 1867 privedla do njegove razpustitve, po kateri se je Schloissnigg umaknil iz javnega življenja.
Šlojsnik se je na Kranjskem zavzemal tudi za širitev železniške infrastrukture in za davčne olajšave za Ljubljano. 
Šlojsnik se je aktivno vključeval v slovensko kulturno življenje v Ljubljani. Šlojsnik je na primer promoviral Slovensko matico in naročil okrajnim uradom, naj javno izobesijo razpise za včlanitev v Slovensko matico, kar je Janez Bleiweis pohvalil v Kmetijskih in rokodelskih novicah.

## Pomen
Po končanem študiju prava je Šlojsnik opravljal več uradniških funkcij, zaradi katerih se kaže kot slovenofil in zagovornik slovenskih nacionalnih interesov.
Njegovo zavzemanje proti centralizaciji ustreza integrativnemu razumevanju države, po katerem so Slovenci razumljeni kot konstitutivno ljudstvo notranjeavstrijskih dežel oziroma monarhije v celoti, kar v tem aspektu ustreza Metternichovemu razumevanju cesarstva kot države s številnimi narodi (pravno podlago za to sta predstavljala § 5 marčne ustave in § 3 koroške deželne ustave iz leta 1849 - čeprav je njena dejanska učinkovitost v literaturi opisana drugače. Šlojsnikovo delo temelji, kot je razvidno iz njegove ustavne funkcije, na doslednem uresničevanju ustavnega cilja, določenega v § 3 koroške deželne ustave, ki je predvideval dva konstitutivna naroda in dva deželna jezika z enakimi pravicami.
Šlojsnik je bil najvišji politični predstavnik državne oblasti na Koroškem, ko je bila leta 1851 – torej po ustaljenem prepričanju v obdobju neoabsolutizma – ustanovljena Mohorjeva_družba, najpomembnejša koroška slovenska kulturna ustanova, ki je hkrati najstarejša ljudska založba v Avstriji in ki deluje vse do danes. V tej funkciji je tudi bil, ko so istega leta na celovški gimnaziji uvedli pouk slovenščine. Šlojsnik se je aktivno zavzemal za kakovostne slovenske prevode dvojezičnega deželnega zakonika, ki je izhajal celo desetletje. Ni povezan le z dvojezičnim koroškim deželnim zakonikom, temveč je dosledno objavljal tudi deželne odloke o organizacijski razdelitvi dežele, to so krajevni imeniki dežele v obeh deželnih jezikih, iz česar je mogoče sklepati tudi o takratnem razumevanju dežele, kot je bilo to zapisano že v deželni ustavi (za katero v literaturi piše, da ni bila uveljavljena v praksi, ker ni prišlo do volitev in do sestavljanja deželnega zbora). Schloissnig je izdal tudi praktični dvojezični priročnik za upravljanje občinskega premoženja z obrazci v obeh deželnih jezikih. 
Njegova razrešitev z mesta koroškega deželnega glavarja je bila povezana s kratko vključitvijo Koroške v kronovino Štajerska.
V Ljubljani in na Kranjskem je pozneje spodbujal Slovensko matico, Akademijo Slovencev, ki je bila ustanovljena na politično pobudo kot nadomestilo za neuveljavljeno slovensko univerzo ali visoko šolo. Vlada Richarda Belcredija je padla zaradi njegovega zavzemanja za slovenščino v osnovnih šolah.

## Recepcija
Šlojsniku je posvečen spomenik na Ziljski cesti blizu Šmohorja, katere izgradnje je prodrl.
V spominskem parku Navje, ki sta ga leta 1936 zasnovala slovenska arhitekta Jože Plečnik in Ivo Spinčič, so nagrobniki in epitafi velikih osebnosti iz slovenske politične in kulturne zgodovine (med drugim Anton Aškerc, Janez Bleiweis, Matija Čop, Josip Jurčič, Jernej Kopitar, Anton Korošec, Fran Levstik, Anton Tomaž Linhart, [Josip Stritar]], Valentin Vodnik). Šlojsnikovega spomenika ni najti, kar je značilno za njegovo recepcijo v Sloveniji. Zanimivo je, da razen kratkih omemb v slovenskem zgodovinopisju skoraj ni novejših študij, kljub njegovi dokazani zavzetosti za slovenski jezik in slovenske ustanove na Koroškem in Kranjskem. Očitno njegovo nasprotovanje upravni delitvi države po etnično-jezikovnih mejah in/ali njegovo aristokratsko poreklo nista ustrezali družbenopolitično usmerjeni "znanosti" v socialistični R. Sloveniji. Po drugi strani pa tudi na Koroškem njegova Slovencem načeloma prijazna usmerite ni bila v skladu z dolgoletnim mainstreamom.
Kljub pomenu Šlojsnika za koroško in slovensko ustavno, državnopravno in kulturno zgodovino po njem ni poimenovana niti ena ulica ali trg v deželni prestolnici Celovec. Enako velja za Ljubljano.
Šele v okviru arhivskih, izvornih arhivskih in terenskih raziskav v okviru Enciklopedije slovenske kulturne zgodovine na Koroškem (Böhlau 2016) ter spremljajočih publikacijah in zlasti monografske disertacije je bilo objavljeno o izrecno slovensko usmerjenem cesarskem namestniku v funkciji deželnega glavarja Koroške in deželnemu predsedniku Kranjske prvič vrsta obsežnih raziskav v obeh deželnih jezikih –  v nemščini kakor tudi v slovenščini.
Od takrat ni bilo opaziti širšega sprejema v znanstveni skupnosti. To je presenetljivo, vsaj z vidika tradicionalnih pristopov in žarišč koroško-slovenskega in slovensko-slovenskega zgodovinopisja (oziroma njunih predstavnikov na raziskovalnih ustanovah v Republiki Sloveniji). Če je Šlojsnikovo delo leta 1860 pripeljalo koroško elito, da je opustila politično mantro o samostojnosti in nedeljivosti dežele Koroške do te mere, da je kronovina za kratek čas prešla pod graško gubernijo, kasneje pa je zaradi Šlojsnikovega zavzemanja za slovenske osnovne šole na Kranjskem padla Belcredijeva vlada, bi bilo pričakovati vsaj znanstveno razpravo in zlasti znanstveni diskurz na podlagi prvih obsežnih raziskav v okviru Enciklopedije slovenske kulturne zgodovine na Koroškem oz. disertacije na Univerzi v Mariboru. Takega diskurza ni bilo.
Iz vrste koroških deželnih glavarjev s koroško-slovenskimi koreninami, kot je bil Vinzenz Schumy (Landbund) 1923-1927 (le ta je bil v mladih letih slovenski zadružni aktivist v mlečni zadrugi v Šentjakobu v Rožu in se je podpisoval »Šumi«), Ferdinand Wedenig (SPÖ) 1947-1965 (ki je koristil svoje znanje slovenščine tudi službeno in v političnem kontekstu po vojni) ter Hans Sima (SPÖ) 1965-1974 (po rodu iz Trbiža), izstopa Janez Nepomuk baron Šlojsnik / Johann Nepomuk Freiherr von Schloissnigg. On se je sicer rodil na Dunaju, vendar se je verjetno zavedal koroških korenin rodbine in se je izkazal kot dosledno slovensko usmerjeni predstavnik državne oblasti in kasneje poslanec slovenske politične strani v kranjskem deželnem zboru, ki je kljub pritiskom do konca življenja ohranil svoje razumevanje večnacionalne države.
Šlojsnik, ki se je politično opredelil za Slovenca in tako tudi deloval na Koroškem in v kranjskem deželnem zboru, ostaja edini "zavedni Slovenec" na najvišji politični funkciji v deželi Koroški. Zato je njegova zapuščina še toliko bolj izjemna.

## Arhivi
- Kärntner Landesarchiv
- Narodna in univerzitetna knjžnica Ljubljana (NUK) (www.dlib.si)
- Universitätsbibliothek Klagenfurt
- Adler (www.adler-wien. at)
- Pfarrarchiv St. Stephan zu Wien
- Matriken der Schottenpfarre (Wien) (www.matricula-online.eu/)
- Privatarchiv Karl Hren (Anleitung zur Verwaltung des Gemeinde-Eigenthums/Navod, kako gre s srenjsko lastnino gospodariti, Nr. 11914 vom 24. 12. 1850)

## Leksiki
- Constantin Wurzbach, Biographisches Lexikon des Kaisertums Österreich Dreißigster Teil Schindler - Schmuzer (Wien 1875), Schloissnigg, S. 137-140, Stammtafel S. 139.
- Gothaisches Taschenbuch der freiherrlichen Häuser. Gotha 1853, 408–410.
- Wiener genealogisches Taschenbuch, Bd. I (1926) 346, Bd. V (1933) 155 (Adler Signatur R-7.A) ;
- Kranjec, Silvo: Schloissnigg, Janez Nepomuk, baron (1809–1885). Slovenska biografija. Slovenska akademija znanosti in umetnosti, Znanstvenoraziskovalni center SAZU, 2013. http://www.slovenska-biografija.si/oseba/sbi543365/#slovenski-biografski-leksikon (7. november 2023). Izvirna objava v: Slovenski biografski leksikon: 9. zv. Raab - Schmid. Alfonz Gspan et al. Ljubljana, Slovenska akademija znanosti in umetnosti, 1960.
- Österreichisches Biographisches Lexikon (ÖBL) 1815-1950, Bd. 10 (Lfg. 48, 1992), S. 216f. (R. Rill);
- W. v. Hueck (Bearb.) : Adelslexikon 12. Rol–Schm. Limburg/Lahn 2001, 492 f.;
- SCHNABL, Bojan-Ilija. Schloissnigg, Johann Nepomuk, Baron Freiherr von. In: STURM-SCHNABL, Katja (Hg.), SCHNABL, Bojan-Ilija (Hg.). Enzyklopädie der slowenischen Kulturgeschichte in Kärnten/Koroška: von den Anfängen bis 1942. Wien; Köln; Weimar: Böhlau, 2016, Bd. 3, po-Ž, S. 1174-1179, ilustr. [COBISS.SI-ID 22177800]